# Burzemir

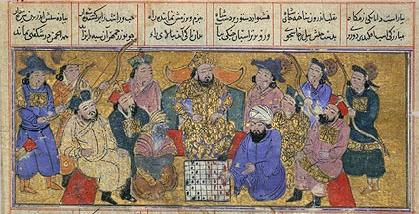
Iluminura da Épica dos Reis de Ferdusi mostrando embaixadores da Índia jogando partida de chatrangue com Burzemir, vizir do xá r.

Burzemir (Burzmihr), Dademir (Dadmihr), Dadeburzemir (Dadburzmihr) ou Bozorguemir de Boquetagã (em persa médio: Wuzurgmihr ī Bōkhtagān; em persa: Bozorgmehr-e Bokhtagan) foi um nobre sassânida da Casa de Carano, que serviu como ministro do xá Cavades I (r. 498–531), e depois como grão-vizir sob seu filho Cosroes I (r. 531–579), e então como aspabedes sob Hormisda IV (r. 579–590). 
De acordo com as fontes persas e árabes, ele foi um homem de "excepcional sabedoria e conselhos sábios" e depois tornou-se uma caracterização da expressão. Seu nome aparece em vários trabalhos importantes na literatura persa, mais notavelmente no Épica dos Reis. O historiador Arthur Christensen sugere que Burzemir pode ser identificado com o médico Burzoe (Borzuya).

## Biografia
Burzemir é mencionado pela primeira vez em 498, como um dos filhos do poderoso nobre Sucra. Após Cavades I reclamar o trono sassânida de seu jovem irmão Zamasfes, ele nomeou Burzemir como seu ministro. Após a morte de Cavades, seu filho, Cosroes I, nomeou-o como seu grão-vizir. De acordo com Ferdusi, Burzemir, ainda jovem estudante, foi levado de Merve para Ctesifonte por Cosroes I para interpretar um sonho, e por acertar a resposta foi nomeado vizir. De acordo com o Épica dos Reis, quando sábios da Índia trouxeram o jogo de xadrez para testar a inteligência dos sábios da Pérsia, foi Burzemir que resolveu enigma e também inventou o jogo de gamão (narde), que desconcertou os sábios indianos.
Um dia, quando Cosroes I suspeitou que Burzemir pretendia fazê-lo engolir uma joia enquanto dormia, ele foi preso e cegado no cativeiro. Porém, quando o imperador bizantino deu aos sábios iranianos o problema de um caixão trancado (dorj), foi Burzemir que resolveu-o, assim ganhando o perdão do rei e renovando o favor dele. No reinado do filho de Cosroes, Hormisda IV, Burzemir foi nomeado como aspabedes de Coração. De acordo com Ferdinand Justi, Burzemir pode ser identificado com o secretário Borzmer de Cosroes I, que foi mais tarde executado por ordens de Hormisda IV.
Uma das primeiras referências a Burzemir é encontrada no Aydāgār ī Wuzurgmihr, no qual é chamado um argapetes e eunuco chefe do quarteirão antioquiano de Ctesifonte. Entre outras fontes, menções posteriores são feitas no Épica dos Reis e em Ṯaʿālebī’s Ḡorar e Masʿūdī’s Morūj. De acordo com o historiador Arthur Christensen, Burzemir poderia possivelmente ser identificado com o médico Burzoe (Borzuya). Entretanto, estudos historiográficos da literatura persa pós-sassânida, bem como análise linguística têm mostrado o contrário. Porém, a palavra "Borzuya" pode às vezes ser considerada uma forma abreviada de Burzemir.

## Trabalhos
Vários tratados persas médios tais como o Ayādgār ī Wuzurgmihr ī Bōxtagān e o Wizārišn ī čatrang ("tratado sobre xadrez), bem como as versão originais do Ketāb al-zabarj, o comentário sobre a Astrológica de Vécio Valente, Ketāb Mehrāzād Jošnas (Mehrāḏar Jošnas) e Ẓafar-nāma, um livro que foi traduzido do persa médio por Avicena, são atribuídos a Burzemir.